# Olbernhau
Olbernhau je město v německé spolkové zemi Sasko. Nachází se v zemském okrese Krušné hory a má přibližně 10 tisíc obyvatel.

## Historie

### První zmínka a původ názvu

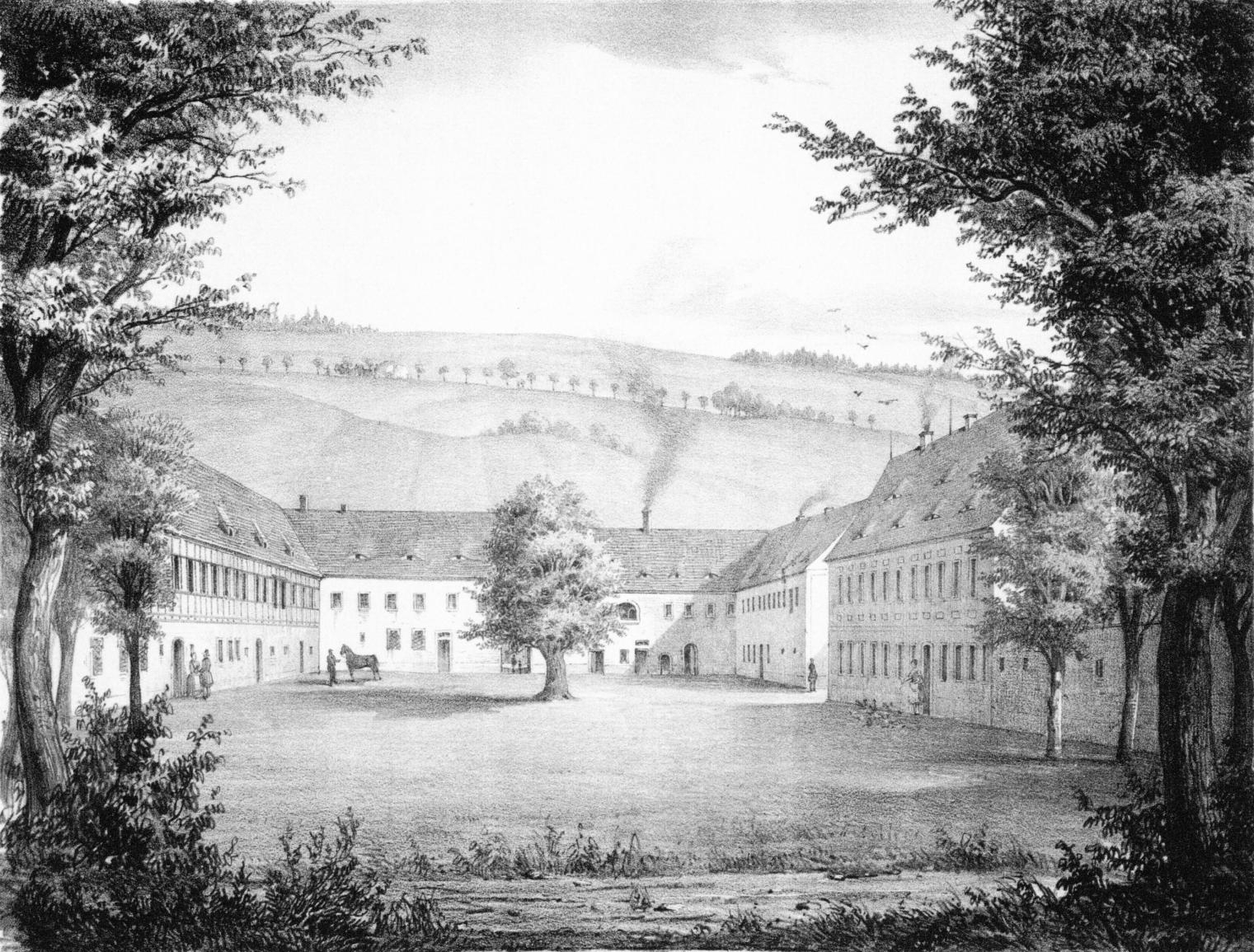
Olbernhau (1860)

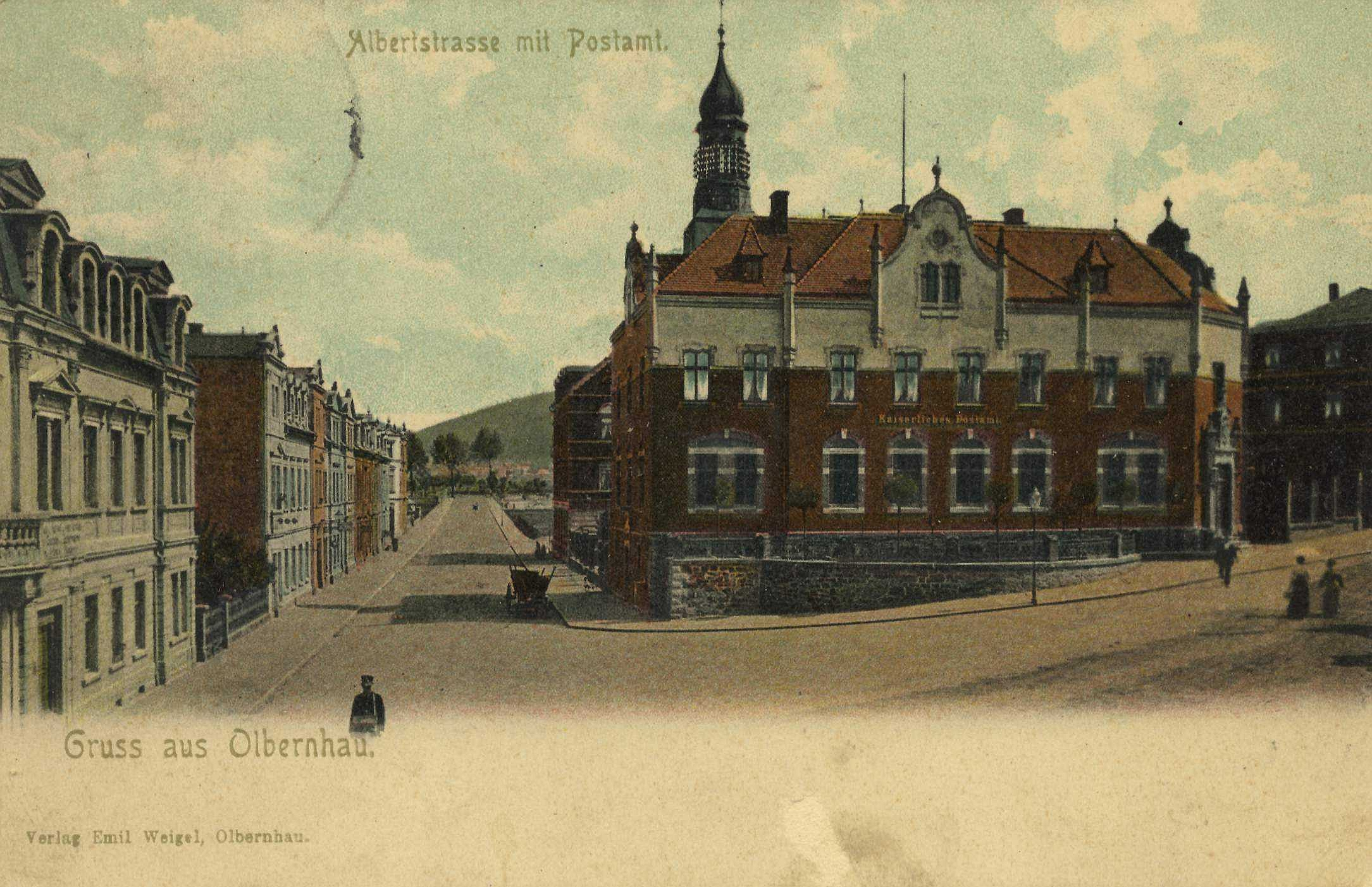
Albertstraße a pošta, 1905

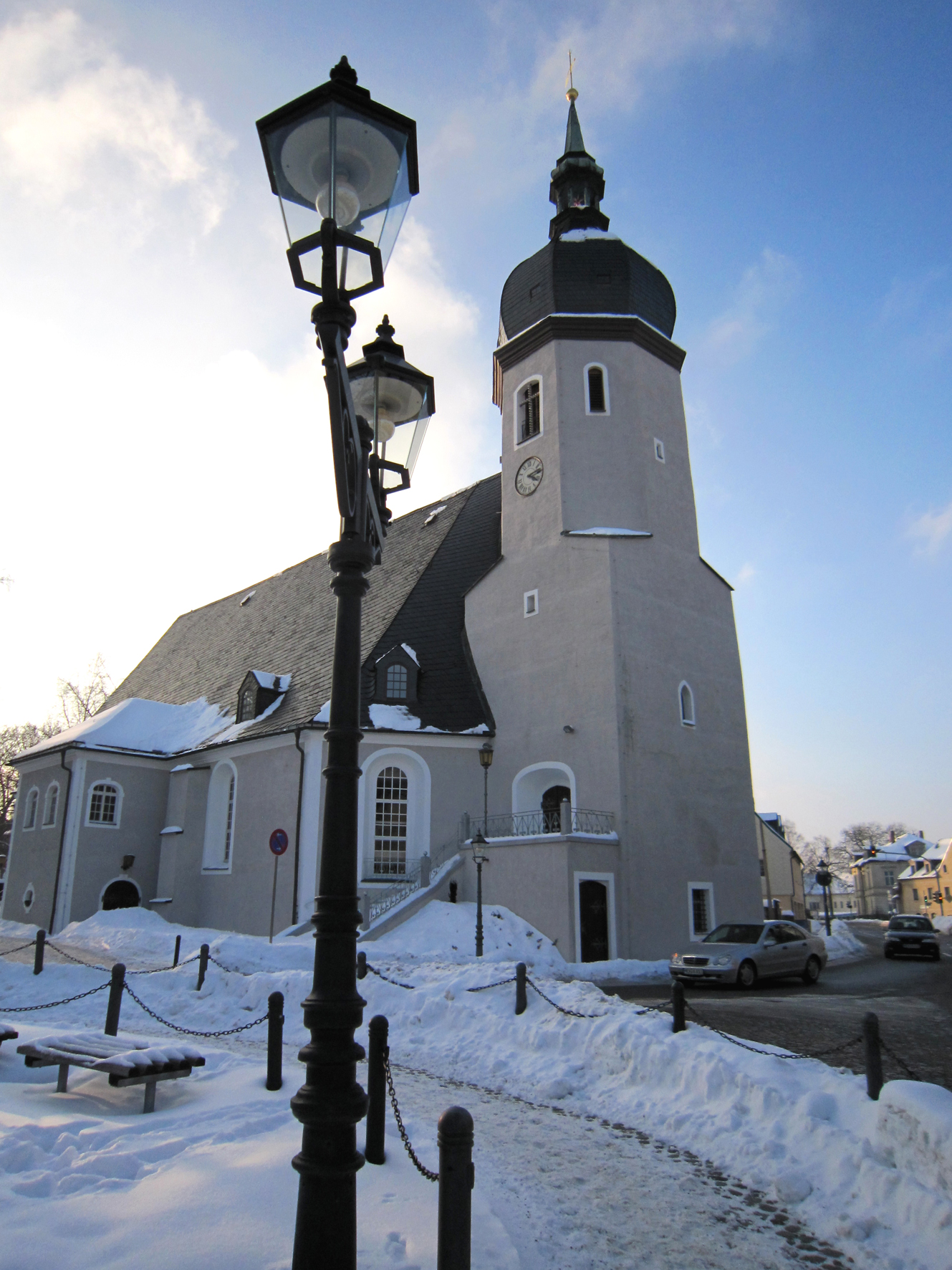
Olbernhauerský kostel, únor 2010

Název města pochází pravděpodobně od osobního jména Albert (Albernhaw, Alberthau, Albernhau, Albretshain) a koncovka (hau) odkazuje na les. Počátky obce Olbernhau můžeme zasadit do 12. a 13. století. Český šlechtic Slavek I. Hrabišic založil v roce 1196 cisterciácký osecký klášter. První písemná zmínka o obci se datuje k roku 1434 (Albernaw). Jedná se o smlouvu, podle které byla obec Olbernhau prodána šlechtici Casparu z Berbisdorfu. 
Nejstarší důkazy o důlní činnosti se datují do roku 1511. S příchodem reformace v roce 1539 je v Olbernhau ustanoven samostatný farář. V roce 1556 se poprvé zmiňuje škola v obci. První kamenný kostel byl slavnostně vysvěcen 2. listopadu 1590. Toto místo (včetně okolních lesů) se stalo útočištěm exulantů prchajících z rekatolizovaného českého pohraničí v době pobělohorské.

### Rozvoj města až do roku 1945
V roce 1684 se začalo v Olbernhau s výrobou pušek. V roce 1708 dodávala místní manufaktura 12 000 zbraní saské armádě. Nová škola byla postavena v roce 1748. První praktický lékař začal ordinovat v roce 1777. V letech 1835, 1850 a roce 1865 došlo v továrně k výbuchu. V roce 1854 byla v Olbernhau vyrobena poslední zbraň. Nová školní budova byla slavnostně otevřena v roce 1868 a v roce 1869 došlo k založení Sboru dobrovolných hasičů. Na železniční síť bylo město připojeno 24. května 1875. V roce 1878 se podařilo založit mateřskou školu. 30. května 1882 zasáhla město prudká bouře, doprovázená silnými záplavami. Nemocnice se otevřela 1. ledna 1885, v následujícím roce pak došlo k postavení plynárny a s tím souvisejícím zavedením plynového osvětlení. V roce 1890 otevřel sládek Clemens Ferdinand Köhler a jeho syn Clemens Theodor Köhler na náměstí, v domě číslo 1, pivovar "C. F. Köhler a syn". První elektrárna v celém Sasku byla v Olbernhau otevřena 5. července 1892. Povýšeno na město bylo Olbernhau 1. ledna 1902. Koncertní a plesový dům s názvem Tivoli, postavený v secesním stylu, byl otevřen 25. prosince 1906. Tržní most byl dokončen v roce 1928, bazén v roce 1930. V roce 1936 uspořádala místní NSDAP výstavu Grenzlandschaften – Hraniční krajiny.  V lednu 1932 způsobila velké škody povodeň. Gymnázium bylo slavnostně otevřeno v roce 1940. Na Ovčí hoře (Schäfereiberg) byla v roce 1944 mlékárna s denní výrobní kapacitou 15 000 litrů mléka.

### Od roku 1945 do 21. století
Po skončení druhé světové války se v Olbernhau usadily některé průmyslové podniky, včetně válcovny (která fungovala již dříve, ale byla značně modernizována a rozšířena), umělecké zpracování skla (založeno 1946), a mnoho manufaktur – na výrobu voskových květin, dřevěných hraček, nábytku a další umělecká řemesla. Otevřeny byly také podniky potravinářské a na výrobu nápojů, stejně tak dodavatelé pro průmysl automobilový. Olbernhau byl označen jako průmyslové město v okrese Karl-Marx-Stadt. V roce 1962 měl 14 200 obyvatel. V důsledku politických změn po roce 1990 a díky vzniku spolkové země Svobodný stát Sasko, patřil Olbernhau nejprve k okresu Marienberg, od roku 2008 patří k okresu Krušné hory.
Ve dnech 12. a 13. srpna 2002 přišla nejničivější povodeň v historii města a zaplaveny byly všechny domy po obou stranách Flájského potoka. Díky pomoci z celého Německa byli schopni obyvatelé odstranit většinu škod v řádu několika milionů eur v průběhu jednoho roku. V následujících letech se vybudovaly masivní betonové zábrany, které by měly pomoci při budoucích povodních.
Město plánuje sloučení s Pfaffrodou a výhledově s Heidersdorfem, Seiffenem a Deutschneudorfem. 

## Přírodní poměry
Město Olbernhau se nachází ve Střední části Krušných hor na hranicích s Českou republikou. Je také nazýváno „městem sedmi údolí“, protože leží v údolí říčky Flöha (česky Flájský potok) a jejích přítoků. Sedm údolí se nazývá Flöhatal (údolí Flájského potoka), Schweinitztal (údolí Svídnice), Natzschungtal (údolí Načetínského potoka), Bielatal, Rungstocktal, Bärenbachtal a Dörfelbachtal. Olbernhau leží v nadmořské výšce mezi 700–921 metrů (Lesenská pláň na české straně – vzdušnou čarou méně než 5 km). Nejvyšší hora v okolí Olbernhau je Steinhübel (816 m nad mořem).

## Obyvatelstvo
| 1982–1988    | 1989–1995    | 1996–2002    | 2003–2009    | 2010–2013   |
| ------------ | ------------ | ------------ | ------------ | ----------- |
| 1982: 13.903 | 1989: 13.260 | 1996: 12.255 | 2003: 11.284 | 2010: 09936 |
| 1983: 13.813 | 1990: 12.997 | 1997: 12.190 | 2004: 11.096 | 2011: 09780 |
| 1984: 13.734 | 1991: 12,650 | 1998: 12.079 | 2005: 10.882 | 2012: 09439 |
| 1985: 13.643 | 1992: 12.669 | 1999: 11.959 | 2006: 10.716 | 2013: 09276 |
| 1986: 13.517 | 1993: 12.608 | 2000: 11.810 | 2007: 10.535 |             |
| 1987: 13.492 | 1994: 12.523 | 2001: 11.591 | 2008: 10.362 |             |
| 1988: 13.434 | 1995: 12.412 | 2002: 11.405 | 2009: 10.100 |             |

Tabulka na jednu stranu ukazuje, že v době NDR zůstával počet obyvatel relativně konstantní, na druhou stranu je vidět, že v současností více a více lidí opouští Olbernhau, což je pravděpodobně způsobeno nedostatkem pracovních míst.

## Obecní správa

### Členění města
Olbernhau se dělí na 10 místních částí.
- Blumenau
- Dittmannsdorf
- Dörnthal
- Hallbach
- Haselbach
- Hutha
- Olbernhau
- Pfaffroda
- Rothenthal
- Schönfeld

Součástí města Olbernhau jsou také další vesnice, které však nemají status místní části. Jsou jimi Oberneuschönberg, Niederneuschönberg a Kleinneuschönberg.

### Městská rada a starosta
Od voleb do městské rady 9. června 2024 bylo rozděleno 17 míst v radě následovně:
- CDU: 5 míst
- SPD: 4 místa
- FDP: 4 místa
- Bürgerinitiative: 3 místa
- AfD: 1 místo

### Seznam starostů
- 1990–2015 Steffen Laub (CDU)
- 2015–2022 Heinz-Peter Haustein (FDP)
- od roku 2022 Jörg Klaffenbach (nezávislý)